# Forum du développement des îles du Pacifique
Institutions
Le Forum du développement des îles du Pacifique (FDIP ; en anglais, Pacific Islands Development Forum ou P.I.D.F.) est une organisation internationale regroupant douze États souverains d'Océanie, initialement sous la présidence des Fidji jusqu'en 2016. Inauguré en août 2013, il promeut la coopération de ces États dans le développement de leur « économie vert-bleue » : une économie qui mobilise leurs ressources marines dans le cadre du développement durable.

## Histoire
Le FDIP est une initiative du Premier ministre fidjien Voreqe Bainimarama. Son pays ayant été suspendu du Forum des îles du Pacifique à la suite du coup d'État militaire de décembre 2006, il propose le FDIP comme organisation régionale alternative,. Les Fidji accueillent un sommet préparatoire à Nadi en août 2012, pour des premières discussions autour d'une coopération pour une « économie verte » en Océanie. À cette première réunion participent quatre chefs d'État ou de gouvernement (le Premier ministre Voreqe Bainimarama pour le pays hôte ; Sprent Dabwido, le Président de Nauru ; Christopher Loeak, le Président des îles Marshall ; et Willy Telavi, le Premier ministre des Tuvalu), ainsi que des ministres de cinq autres États ou territoires océaniens (Vanuatu, Salomon, îles Cook, Timor-oriental, Nouvelle-Calédonie), et des diplomates représentant cinq autres États ou territoires de la région (Tonga, Kiribati, Papouasie-Nouvelle-Guinée, États fédérés de Micronésie, Polynésie française). La décision commune de fonder un nouveau forum international débouche sur le premier sommet du FDIP en août 2013, aux Fidji à nouveau. Depuis, les États membres se réunissent pour un sommet chaque année.
En 2016, le FDIP entame une proposition de traité régional qui contraindrait les États membres à un calendrier de développement d'énergies renouvelables, et leur interdirait tout accroissement de l'utilisation d'énergies fossiles, ainsi que tout financement public pour des énergies fossiles.

## Membres

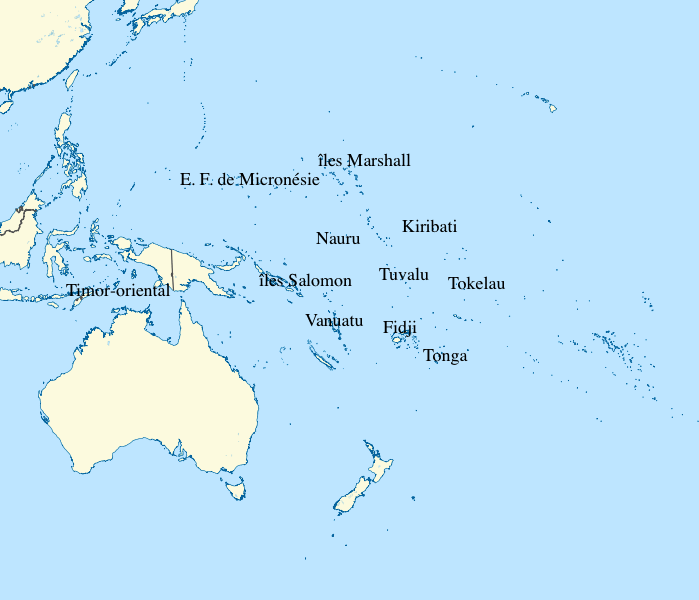
Les États et territoires membres fondateurs du FDIP.

Le FDIP compte quatorze membres : douze États ou territoires, et deux organisations. De par la volonté du gouvernement fidjien, l'Australie et la Nouvelle-Zélande n'ont pas été invités à le rejoindre. Fidji les accuse en effet de dominer le Forum des îles du Pacifique, et d'empêcher ce dernier de promouvoir réellement les intérêts des petits États insulaires en développement ; le FDIP se présente ainsi comme une organisation alternative où les petits États océaniens peuvent décider de leurs propres priorités et coopérer par eux-mêmes. La Papouasie-Nouvelle-Guinée, plus grand pays d'Océanie après l'Australie, n'en est toutefois pas membre ; les Samoa, un temps très critiques envers le gouvernement fidjien, non plus. Les membres fondateurs sont :
États souverains
- Fidji
- Kiribati
- Îles Marshall
- États fédérés de Micronésie
- Nauru
- Salomon
- Timor oriental
- Tonga
- Vanuatu
- Tuvalu

Territoires
- Tokelau (territoire semi-autonome sous souveraineté néo-zélandaise)

Organisations
- Association des organisations non-gouvernementales des îles du Pacifique
- Organisation du secteur privé des îles du Pacifique

En 2017, les  Palaos deviennent le douzième État membre, en marge de la COP 23 présidée par les Fidji.

## Valeurs et objectifs
Le FDIP se décrit comme voulant être « une plateforme participative et représentative sur l'économie verte », permettant aux peuples du Pacifique d'être les acteurs de leur propre développement dans le respect de l'environnement. Il se donne pour unique objectif de se « focalis[er] exclusivement sur le développement durable et inclusif des petits pays, territoires et peuples en développement dans le Pacifique », en partenariat avec les acteurs du secteur privé. Il se présente comme un exemple de « coopération Sud-Sud » (c'est-à-dire de coopération entre pays en développement). Il vise le développement d'une économie régionale innovante, verte, compétitive, garantissant un fort taux d'emploi et « une distribution équitable des richesses ».

## Structure et fonctionnement
Le FDIP se structure de la manière suivante :
- un « Conseil des dirigeants », qui rassemble les chefs de gouvernement des pays membres ainsi que des personnalités issues du secteur privé et de la société civile pour définir les grands axes stratégiques du Forum ;
- un « Comité exécutif » composé de ministres des pays membres, ainsi que de représentants de la société civile et du secteur privé, ayant pour objectif de conseiller le Conseil des dirigeants ;
- « Comité supérieur d'officiels » qui fournissent des conseils et informations d'ordre technique au Conseil des dirigeants ;
- un Secrétariat, dirigé par un Secrétaire-général et qui a pour tâche la mise en œuvre des décisions du Forum.

Le Secrétaire-général inaugural du FDIP est François Martel, de nationalité samoane et canadienne, spécialiste de la défense de l'environnement. Les locaux du Secrétariat se trouvent au 56 Domain Road, à Suva, capitale des Fidji. Quant à la présidence du Forum lui-même, elle est assurée par le Premier ministre fidjien Voreqe Bainimarama de 2013 jusqu'en juillet 2016, lorsque le Premier ministre salomonais Manasseh Sogavare est choisi pour présider l'organisation. En juillet 2019, Voreqe Bainimarama redevient président du Forum, tandis que le diplomate fidjien Solo Mara succède à François Martel au poste de Secrétaire-général en octobre.
Le FDIP a bénéficié de financements de la part de la république populaire de Chine, de la fédération de Russie, du Koweit et des Émirats arabes unis. Depuis 2016, il a le statut d'observateur à l'Assemblée générale des Nations unies.